# Бенито Хуарез
Бенито Пабло Хуарез Гарсија (шп. Benito Pablo Juárez García, 21. март 1806—18. јул 1872) био је председник Мексика од 1858. до 1872. Бенито је домородачког порекла и припада народу Запотека. По професији је био адвокат и судија и први је председник Мексика који није потицао из редова официра војске. Његова политичка схватања су била либерална. Давао је отпор конзервативцима и традиционалистима, француској окупацији, срушио је Мексичко царство и успоставио републику. Бенито Хуарез важи за једног од највећих реформатора у историји земље.
Рођен у Оаксаки у сиромашној сеоској породици и сироче док је био млад, о Хуаресу је бринуо ујак и на крају се преселио у Оаксака Сити када је имао 12 година, где је живела његова сестра. Помагао му је фрањевачки лаик да се упише у богословију, а потом је студирао право на либералном Институту наука и уметности. Након што је именован за судију, у својим 30-им годинама се оженио Маргаритом Маза, женом европског порекла из друштвено истакнуте породице у граду Оаксака. Од својих година на Институту, био је активан у либералној политици у Оаксака Ситију и држави, а затим је постао национално истакнут након либералног свргавања генерала Антонија Лопеза де Санта Ане. Био је део Либералне реформе под председницима Хуаном Алварезом и Игнасијом Комонфортом. Са Комонфортовом оставком 1858. године, Хуарез, као председник Врховног суда, постао је уставни председник Мексика. Водио је успешну борбу против конзервативаца у рату за реформу и победио конзервативце и француску интервенцију да би водио Обновљену републику. Умро је природном смрћу на функцији.
Хуарез је у свом животу био контроверзна личност, упорно и успешно је држао председничку функцију од 1858. до своје смрти 1872. Током реформског рата (1858–60) имао је изванредна овлашћења као председник због ратних потреба. Са поразом конзервативаца, одржао је изборе, али не пре него што је предложио измене либералног Устава из 1857. како би се ојачала овлашћења председништва над овлашћењима Конгреса и мексичких држава. За председника је изабран 1861. и продужио је свој мандат током Француске интервенције (1862–67). Поново је изабран за председника 1871. године, али уз значајне изазове колега либерала. Током Рата за реформу (1858–1860), а затим и француске интервенције имао је подршку мексичких либерала када је био председник у унутрашњем егзилу. Хуарез је либерализам повезао са мексичким национализмом. Он је потврдио своје вођство као легитимни шеф мексичке државе, а не као цар Максимилијан, кога су Французи поставили уз подршку мексичких конзервативаца. Вратио се на пуну власт 1867. свргавањем Француза. Са поразом француског и мексичког конзервативизма, многе Хуарезове колеге либерали постали су његови политички ривали и довели у питање његов оставак на власти. Током своје председничке каријере, предузео је низ контроверзних радњи, укључујући преговоре о споразуму 1859. са Сједињеним Државама који су им дали право на транзит преко превлаке Тевантепек; декрет о продужењу његовог председничког мандата 1865. године за време рата против Француза; погубљење цара Максимилијана 1867. уместо да му се дозволи да оде у изгнанство; његов предлог да се ревидира либерални Устав из 1857. како би се ојачала моћ савезне извршне власти у односу на мексичке државе; и његова одлука да се поново кандидује 1871. године. Либерални генерал и колега из Оаксака Порфирио Дијаз неуспешно су се побунили против Хуареза 1871. због тога што се кандидовао за реизбор. Тек Хуарезова смрт 1872. окончала је његову власт, али је брзо почело стварање митова о његовом наслеђу.
Политички контроверзан у животу и међу либералима и међу конзервативцима, након своје смрти, Хуарес је у Мексику постао виђен као „претенциозни симбол мексичког национализма и отпора страној интервенцији.“ Као и већина либерала, он је гледао на САД као модел за мексички развој, за разлику од конзервативаца према Европи као моделу. Схватио је важност радног односа са Сједињеним Државама и обезбедио његово признање за своју владу током Рата за реформу, док су конзервативци добили признање од европских сила. Чврсто се држао одређених принципа, укључујући превласт грађанске власти над католичком црквом и војском; поштовање закона; и деперсонализација политичког живота. Juárez sought to strengthen the national government, asserting its central power over the states, a position that both radical and provincial liberals opposed. Хуарез је настојао да ојача националну владу, потврђујући своју централну власт над државама, позицију којој су се противили радикални и провинцијски либерали. За Хуарезов успех у избацивању европског продора, Латиноамериканци су Хуарезов мандат сматрали временом „друге борбе за независност, другог пораза европских сила и другог преокрета освајања“.
Занимљивост је да је Бенито са висином од 1,37 метара најнижи шеф државе чија је висина забележена. Родитељи Бенита Мусолинија су му дали име по Бениту Хуарезу јер су били наклоњени социјализму.

## Рани живот и образовање
Хуарез је рођен у кући од ћерпича у Сан Пабло Гуелатао, Оаксака, који се налази у планинском ланцу који је у данашње време назван по њему и сада познат као Сијера Хуарез. Његови родитељи, Бригида Гарсија и Марселино Хуарез, били су Запотечки сељаци. Имао је старију сестру. Оба родитеља умрла су од компликација дијабетеса када је Хуарез имао три године. Убрзо након тога умрли су му баба и деда, те га је потом подигао стриц. Своје родитеље је описао као „indios de la raza primitiva del país“, односно „Индијанце из примитивне расе земље“.
Радио је у житним пољима и као пастир до 12. године. Његова сестра се преселила у град Оаксака ради посла, и те године се преселио у град да би похађао школу. Тамо се запослио као кућни слуга у домаћинству Антонија Мазе, где је његова сестра радила као куварица. У то време је могао да говори само запотечки.
У овом критичном тренутку, Хуаресу је помогао и фрањевац лаик и књиговезац Антонио Салануева, који је био импресиониран интелигенцијом и жељом младића за учењем. Салануева је помогао око његовог пријема у градску богословију како би могао да се обучи за свештеника. Његово раније образовање је било рудиментарно, али је убрзо почео да учи латински језик и завршио средњу школу док је још био премлад да би био заређен. Али, схвативши да нема склоности да постане свештеник, Хуарез је почео да студира право на Институту за науку и уметност, основаном 1827. Био је то центар либералног интелектуалног живота у Оаксаки, а дипломирао је право 1834. године.
Чак и пре дипломирања, Хуарез је тражио политичку функцију и изабран је у градско веће Оаксаке 1831. Након неколико година адвокатске праксе, 1841. је постављен за грађанског судију.

## Политичка каријера
Хуарезова политичка формација била је у Оаксаки, где се школовао за правника и ушао у државну политику, доспевши до гувернера државе. Отишао је у егзил у САД након што се сукобио са генералом Санта Аном и успоставио важне везе са колегама мексичким либералима и кубанским националистима. Он је постао истакнут након свргавања Санта Ане и био је укључен у израду закона који су постали познати као Либерална реформа. Конзервативци су се супротставили либералном програму ширења, приморавајући председника Комонфорта да поднесе оставку, чиме је Хуарез дошао на место председника, јер је био на челу Врховног суда. Уследио је грађански рат са побуњеним конзервативцима, а либерали су победили 1861. Хуарез је изабран за председника 1861, али су конзервативци ушли у савез са Француском, која је напала Мексико 1862. и поставила Максимилијана фон Хабзбурга на новостворену монархију Мексика. Упркос ломљењу либерализма, Хуарез је упорно наставио да се одупире страној инвазији и смени републике. Постао је да отелотворење мексичког национализма. Након пада француског царства 1867, либерални политичари су обновили своје фракционе спорове, често нападајући Хуареза, који је тражио јачање овлашћења председништва и централне управе. Његовом смрћу на функцији 1872. окончана је та фаза мексичке политике.

### Рана каријера у Оаксаки
Хуарезова искуства у политичком животу у Оаксаки била су пресудна за његов каснији успех као лидера. Његова политичка припадност либерализму развила се на Институту за уметност и науку и његова способност да се уздигне у државној политици Оаксаке била је последица недостатка укорењене политичке класе криола, Мексиканаца европског порекла. Релативна отвореност система омогућила је њему и другим придошлицама да уђу у политику и стекну покровитељство. Развио је политичку основу и стекао разумевање политичког маневрисања.
Хуарез је дипломирао као правник 1834. и основао адвокатску праксу. Као адвокат, Хуарез је водио случајеве аутохтоних сељана. Чланови заједнице Локсича, Оакаца, ангажовали су га за проказивање свештеника, којег су оптужили за злостављање. Није добио случај, и заправо је бачен у затвор заједно са члановима заједнице, „захваљујући дослуху између цркве и државе“, написавши касније да је то „у мени ојачало циљ да непрестано радим на уништавању погубне моћи привилеговане класе.“ Хуарез и други либерали су једнакост пред законом видели као трансформативни принцип за Мексико, који је чак и у ери након стицања независности давао посебне привилегије римокатоличкој цркви и војсци, и наставио одређену заштиту за староседеоце заједнице.
Служио је као грађански судија 1841. године, и постао је део владе државе Оахака, коју је водио либерални гувернер Антонио Леон (1841–1845). Он је постао тужилац у државном суду Оаксаке и изабран је у државно законодавно тело 1845. Хуарез је касније изабран у савезно законодавно тело, где је подржао Валентина Гомеза Фаријаса, који је подстакао либералне реформе укључујући ограничавање моћи католичке цркве. Повратком на место председника Антонија Лопеза де Санта Ане 1847. године, Хуарез се вратио својој пракси у Оаксаки. Изабран је за гувернера државе Оахака, који је служио од 1847. до 1852. Током свог гувернерског мандата, Хуарез је подржавао ратне напоре против САД у Мексичко-америчком рату. Признајући да је рат изгубљен, одбио је захтев Санта Ане да се прегрупише и подигне нове снаге. Ово, као и његове примедбе на корумпирану војну диктатуру Санта Ане, резултирале су његовим одласком у егзил у Њу Орлеанс 1853. године.